# Creu del Camí de Sa Torre
La Creu del Camí de Sa Torre o  Creu de Son Noguera és una creu de terme del municipi de Llucmajor, Mallorca, situada al camí de sa Torre a la confluència amb l'antiga carretera Llucmajor-s'Arenal (actual Ma-6020), prop de la possessió de Son Noguera i del Camí del Palmer.
L'actual creu fou bastida aproximadament l'any 1970, en substitució d'una antiga creu que estava destruïda. Té una alçada de 3,60 m i està composta per una graonada octogonal de tres graons, el fust i el capitell de secció quadrifoliada i una creu llatina (el braç horitzontal més llarg que el vertical) de braços octogonals decorats amb motllures. Potser antigament indicava un enllaç amb el camí del Palmer que conduïa a Palma.